# كارلوس ليلو
كارلوس ليلو (بالإسبانية: Carlos Lillo)‏ (مواليد 2 أكتوبر 1915) هو ملاكم تشيلي، مثّل بلاده في الألعاب الأولمبية الصيفية 1936.

## روابط خارجية
كارلوس ليلو على موقع أوليمبيديا (الإنجليزية)